# Legokherang
Legokherang is een bestuurslaag in het regentschap Kuningan van de provincie West-Java, Indonesië. Legokherang telt 2061 inwoners (volkstelling 2010).